# Pseudoxandra acreana
Pseudoxandra acreana är en kirimojaväxtart som beskrevs av Paulus Johannes Maria Maas. Pseudoxandra acreana ingår i släktet Pseudoxandra och familjen kirimojaväxter. Inga underarter finns listade i Catalogue of Life.